# Списак српских ликовних критичара
На овој страни се налази Списак српских ликовних критичара
|  |  |  |  |  |  |  |  |  |  |  |  |  |  |  |  |  |  |  |  |  |  |  |  |  |  |  |  |  |  |

## А
- Бранислава Анђелковић Димитријевић (1966)

## Б
- Ото Бихаљи Мерин (1904-1993)
- Коста Богдановић (1930)

## В
- Михаило Валтровић (1839-1914)
- Милоје Васић (1869-1956)
- Павле Васић (1907-1993)

## Д
- Јерко Јеша Денегри (1936)
- Петар Добровић (1890-1942)

## Ђ
- Драгослав Ђорђевић (1931-1989)

## К
- Ђорђе Кадијевић (1933)
- Милан Кашанин (1895-1981)

## М
- Тодор Манојловић (1883-1968)
- Срђан Ђиле Марковић (1959)
- Зоран Маркуш (1925-1996)
- Мило Милуновић (1897-1967)

## П
- Зоран Павловић (1932-2006)
- Моша Пијаде (1890-1957)
- Надежда Петровић (1873-1915)
- Растко Петровић (1898-1949)
- Васа Поморишац (1893-1961)
- Богдан Поповић (1863-1944)
- Бранко Поповић (сликар) (1882-1944)
- Миодраг Б. Протић (1922)
- Мића Поповић (1923-1996)
- Марија Пушић (1926-2004)

## Р
- Иван Радовић (1894-1973)
- Слободан Ристић (1942)

## С
- Момчило Стевановић (1903-1990)
- Сретен Стојановић (1898-1960)

## Т
- Лазар Трифуновић (1929-1983)
- Живојин Турински (1935-2001)

## Ћ
- Стојан Ћелић (1925-1992)

## Ц
- Милош Црњански (1893-1977)

## Ч
- Алекса Челебоновић (1917-1987)